# MIL-STD-1750A
MIL-STD-1750A或1750A是16位計算機指令集架構（ISA）的正式定義，包括軍用標准文件MIL-STD-1750A（1980）所述的必需組件和可選組件。
除了核心ISA，該定義定義了可選指令，如FPU和MMU。 重要的是，該標準沒有定義1750A處理器的實現細節。

## 1750計算機
1750计算机指使用符合美军标MIL-STD-1750A/B标准的16位处理器的嵌入式计算机，工作主频范围一般在10MHz~20MHz之间，应用于航空、航天和军工领域，具有卓越的空间环境适应能力，抗单粒子、抗闩锁、抗总剂量等性能参数优秀。